# Drillia ghyooti
Drillia ghyooti is een slakkensoort uit de familie van de Drilliidae. De wetenschappelijke naam van de soort is voor het eerst geldig gepubliceerd in 2008 door Nolf.